# 大牟田市立羽山台小学校
大牟田市立羽山台小学校（おおむたしりつはやまだいしょうがっこう）は、福岡県大牟田市大字草木に所在する公立小学校。

## 態様
2007年度現在の全校生徒数は420人余り。1984年（昭和59年）に銀水小学校・三池小学校・白川小学校から分かれて創設され、設立された当時には生徒数は700人あまりだった。校舎は4階建てで高台に建っており見晴らしがよく、遠くには長崎県にある雲仙普賢岳も見える。敷地内には羽山台学童保育所がある。また弥生時代から奈良時代にかけての遺跡も多数見つかっており、昔から栄えていたことが分かっている。なお、江戸時代には三池藩の統治下にあった（三池藩は三池小学校敷地内にある）。校内には資料室という大牟田市や大牟田市周辺の歴史に触れることのできるスペースがあり、図書室には約8000冊の本がある（2007年度現在、これまでに購入・寄贈された冊数は約8400冊）。教育目標として「やる気・勇気・根気・元気」を掲げており、主に国語教育に力を入れている。

## 所在地
- 福岡県大牟田市大字草木587番地3

## 沿革
- 1984年 - 開校（三池・銀水・白川の3小学校区の一部を統合して新設）

## 周辺校
隣接する小学校に、三池小学校、白川小学校、平原小学校、銀水小学校などがある。中学校は、大牟田市立田隈中学校、私立大牟田中学校などがある。三池小学校、平原小学校、白川小学校、高取小学校の各小学校とは、4地区リレー大会、地区球技大会（バスケットボール）等で関係が深い。

## 校区概要
校区の一部は、昔は三池第二と言われ、その名残として三池小学校の校区には現在も三池第一地区が存在する。2000年頃から校区内で田園地帯を住宅地にする工事が行われ、新しい住宅が並んでいる。反対に昔ながらの家も存在しており、三井三池製作所の所有する社宅（大間社宅）や三井化学の社宅アパートもある。また、現在も開発は進められており、新しい建物が増えている。校区内の高齢化率は市の平均よりもやや低い。福岡県道と国道208号が校区内をそれぞれ走っているが、校区東側は非常に閑静である。校区内は新しい住宅地が多い箇所があり、その周辺は道が入り組んでいて非常に迷いやすい。学校周辺には大きなホームセンターやスーパーなどの商業施設があるため、活気に満ちた校区といえる。

### 校区
- 大間（だいま）地区
- 竹の原（たけのはら）地区
- 桜台（さくらだい）地区
- 柿又（かきまた）地区
- 田隈（たくま）地区（一部のみ）
- 天神木（てんじんぎ）地区
- 三池（みいけ）地区（一部のみ）
- 草木（くさき・くさぎ）地区

### 校区にある名所旧跡
- 大間城跡（現在、大間神社になっている）
- 羽山遺跡（羽山台遺跡、現在は遺構なし）

## 卒業生
- 阿部和成 - プロ野球選手（千葉ロッテマリーンズ）